# Ая Кито
Ая Кито е японско момиче, разболяла се от СЦА (Спиноцеребеларна атаксия) на 15-годишна възраст. То води дневник на личните си преживявания и чувства, озаглавен „1 литър сълзи“ („1リットルの涙“ – Ичи риттору но намида).

## История на дневника
Дневникът ѝ е публикуван на 25 февруари 1986 година, около 2 години преди смъртта ѝ на 25-годишна възраст. Ая Кито се бори с болестта си в продължение на 10 години. Майка ѝ Шиока Кито публикува дневника, за да даде надежда на всеки, който се нуждае от силен дух, за да продължи да живее.
През 2004 дневникът е адаптиран в киното, а през 2005 и на малкия екран.

## Цитати от дневника
| „ | Не смъртта е плашеща. Плашещо е да се предадеш | “ |

| „ | Искам да съм като въздуха. Добросърдечният човек, чиято доброта прелива и хората осъзнават колко важна бе тя за тях, когато си отиде. Такъв човек искам да бъда. | “ |

| „ | Наистина не искам да казвам неща като: Искам всичко да е както беше преди. Разбирам как съм сега, и ще продължа да живея. | “ |

| „ | Защо тази болест ме избра? Не мога да го понеса ако е просто за едната дума:Съдба. | “ |

| „ | Не се тревожи дори да паднеш! Всичко е наред. Може просто да се повдигнеш отново! Когато паднеш, възползвай се максимално от случая за да погледнеш нагоре и да видиш небето. Ще видиш синьото небе разпростиращо се безкрайно над теб и усмихващо ти се отгоре. Ая, ти си жива! | “ |